# Светска рагби 13 ранг листа
| Светски поредак рагби 13 репрезентација на дан 21.12.2023. | Светски поредак рагби 13 репрезентација на дан 21.12.2023. | Светски поредак рагби 13 репрезентација на дан 21.12.2023. | Светски поредак рагби 13 репрезентација на дан 21.12.2023. |
| Ранг                                                       |                                                            | Бодови                                                     |                                                            |
| ---------------------------------------------------------- | ---------------------------------------------------------- | ---------------------------------------------------------- | ---------------------------------------------------------- |
| 1                                                          | Аустралија                                                 | 100                                                        |                                                            |
| 2                                                          | Нови Зеланд                                                | 91                                                         |                                                            |
| 3                                                          | Енглеска                                                   | 74                                                         |                                                            |
| 4                                                          | Самоа                                                      | 70                                                         |                                                            |
| 5                                                          | Тонга                                                      | 54                                                         |                                                            |
| 6                                                          | Папуа Нова Гвинеја                                         | 50                                                         |                                                            |
| 7                                                          | Фиџи                                                       | 49                                                         |                                                            |
| 8                                                          | Француска                                                  | 24                                                         |                                                            |
| 9                                                          | Либан                                                      | 24                                                         |                                                            |
| 10                                                         | Кукова Острва                                              | 22                                                         |                                                            |
| 11                                                         | Србија                                                     | 19                                                         |                                                            |
| ...                                                        |                                                            |                                                            |                                                            |
| 42                                                         | Северна Македонија                                         | 1                                                          |                                                            |
| ...                                                        |                                                            |                                                            |                                                            |
| 55                                                         | Естонија                                                   | 0                                                          |                                                            |

Светска рагби 13 ранг листа је светски поредак рагби 13 репрезентација, на основу освојених бодова у протеклом периоду од претходне 3 године.
На различити начин се бодују пријатељске тест утакмице, а на другачији начин се вреднују утакмице Светског купа у рагбију 13, Пацифичког купа, Европског првенства, Медитеранског купа.
На листи су тренутно 55 рагби 13 репрезентација. Аустралија је већ годинама најуспешнија у овом екипном спорту. Крем светског рагбија 13 је увек чинила велика тројка (Аустралија, Нови Зеланд и Велика Британија). Затим следе океанске селекције, а средњем ешалону светског рагбија 13, припадају Либан, Канада, Јамајка, Бразил, Јужноафричка Република.
Иако без значајне помоћи политичара, државе, предузетника и медија, Рагби 13 репрезентација Србије је тренутно 11. на листи. Једно време Срби су били и међу 10 најјачих селекција на Свету, а никада нисмо падали испод 17. места.